# Evanescence (album)
Evanescence – trzeci album studyjny amerykańskiej grupy muzycznej Evanescence. Wydawnictwo ukazało się 7 października 2011 roku nakładem wytwórni muzycznej Wind-up Records. Nagrania poprzedził wydany 9 sierpnia 2011 roku w formie digital download singel pt. "What You Want".

## Lista utworów
Opracowano na podstawie materiału źródłowego.
1. „What You Want” (Amy Lee, Terry Balsamo, Tim McCord) – 3:41
2. „Made of Stone” (Lee, Balsamo, McCord, Will Hunt, Troy McLawhorn) – 3:33
3. „The Change” (Lee, Balsamo, McCord, Hunt, McLawhorn) – 3:42
4. „My Heart Is Broken” (Lee, Balsamo, McCord, Hunt) – 4:29
5. „The Other Side” (Lee, Balsamo, McCord, Hunt) – 4:05
6. „Erase This” (Lee, Balsamo, McCord, McLawhorn) – 3:55
7. „Lost in Paradise” (Lee) – 4:42
8. „Sick” (Lee, Balsamo, McCord, Hunt) – 3:30
9. „End of the Dream” (Lee, Balsamo, McCord, Hunt) – 3:49
10. „Oceans” (Lee, Balsamo, McCord) – 3:38
11. „Never Go Back” (Lee, Balsamo, McCord) – 4:27
12. „Swimming Home” (Lee, Hunt) – 3:43